# The Stories We Tell Ourselves
The Stories We Tell Ourselves (englisch Die Geschichten, die wir uns erzählen) ist das fünfte Studioalbum der US-amerikanischen Rockband Nothing More. Es wurde am 15. September 2017 über Eleven Seven Music veröffentlicht. Das Album wurde bei den Grammy Awards 2018 in der Kategorie Best Rock Album nominiert.

## Entstehung
Die Musiker begannen Anfang 2016 mit den Arbeiten an ihrem neuen Album. Genau wie bei den beiden vorangegangenen Studioalben The Few Not Fleeting und Nothing More nutzte die Band ihr eigenes Tonstudio. Sänger Johnny Hawkins war der Meinung, dass die Technologie weit genug fortgeschritten ist, dass man zu Hause ein professionell klingendes Album aufnehmen kann, anstatt sich in einem gemieteten Studio den Zeit- und Geldbeschränkungen zu unterwerfen. Bis zum September 2016 nahmen die Musiker 17 fertige Lieder auf und unterbrachen daraufhin die Arbeit, um mit Disturbed und Chevelle auf Tour zu gehen. Anfang 2017 wurde das Album dann fertig gestellt. Die Band nahm die Lieder auf und schickten diese dann zu Will Hofman, der die Lieder mischte.
Bei den Liedern Funny Little Creatures und Tunnels arbeiteten Nothing More mit dem Sevendust-Gitarristen Clint Lowery zusammen, der bei diesen Titeln ebenfalls zu hören ist. Weitere Gastmusiker sind Ryan Delahoussaye und Tony Rodgers, die bei den Liedern Just Say When und Fade In / Fade Out Violine bzw. Cello spielten. Als Gastsänger traten Alexia Rodriguez bei The Great Divorce und Mikey Sanchez bei Fade In / Fade Out auf. Die Interludien (Convict; Divide), (React; Respond), (Accept; Disconnect) und (End; Begin) enthält Spoken-Word-Samples des britischen Philosophen Alan Watts. Für die Lieder Go to War, Don’t Stop, Do You Really Want It?, Just Say When und Fade In / Fade Out wurden Musikvideos veröffentlicht. Von dem Lied Don’t Stop wurde noch eine Singleversion veröffentlicht, bei dem Jacoby Shaddix von der Band Papa Roach als Gastsänger zu hören ist.

## Hintergrund
Das Album handelt von der Interaktivität von drei Arten von Beziehungen: Zwischen einer Person und einer anderen Person, zwischen einer Person und der Gesellschaft und zwischen einer Person und ihrer Selbstwahrnehmung und ihrem Selbstgefühl. Laut Sänger Johnny Hawkins wurden die Texte von den Erlebnissen der Band seit der Veröffentlichung ihres letzten Albums inspiriert. Darüber hinaus verarbeitete Johnny Hawkins in den Texten seine eigenen Probleme. Über den Albumtitel sagte Hawkins

„Ich versuchte herauszusieben, was ein Gedanke über die Wahrheit ist und was die echte Wahrheit ist. Vielfach erzählen wir uns Geschichten über Dinge, die gerade passieren, egal ob in unserem Privatleben, in unserem Arbeitsleben oder in unseren Emotionen. Und diese Geschichten sind meistens Halbwahrheiten. Die Wahrheit ist meistens etwas viel größeres als diese Dinge.“

Die Präsidentschaftswahl in den Vereinigten Staaten 2016 hatte ebenfalls auf die Texte des Albums abgefärbt. Hawkins hörte sich an, was beide Seiten von sich gaben und stellte fest, dass viele Menschen, die die Aussagen der Kandidaten Donald Trump und Hillary Clinton nachsprachen, Halbwahrheiten von sich gaben.

„Das Album ist fokussiert auf einen persönlichen Prozess, skeptischer gegenüber dem zu sein, was andere sagen, was die Medien sagen und was dein Verstand dir über deine Gefühle sagt und wo sie herkommen. Warum du diese Gefühle hast und ob es wirklich an jemand anderen liegt oder ob es etwas ist, mit dem du dich selbst auseinandersetzen musst.“

Do You Really Want It? geht der Frage nach, ob eine globale Veränderung passieren kann, ohne dass eine einzelne Person sein Handeln selbst reflektiert. Im Refrain heißt es, dass „jeder die Welt verändern will, aber niemand sich selbst ändern will“ und endet mit den Worten, dass „wir alles ändern können“. In den Liedern Go to War und Just Say When verarbeitete Hawkins die Scheidung von seiner Ex-Frau.

## Rezeption

### Rezensionen
Matthias Weckmann vom deutschen Magazin Metal Hammer lobte die Band dafür, dass sie ihre Lieder „noch nie so vielseitig arrangiert hätten“. Allerdings kritisierte er, dass es ein paar Sound-Spielchen zu viel geben würde, da sie die Lieder nicht immer entscheidend weiterbringen. Nothing More würden „alle Trümpfe in der Hand halten, um in die Etage der heimischen Rock-Stars aufzusteigen“, wofür Weckmann fünf von sieben Punkte vergab. Thomas Kupfer schrieb, dass die Band gekonnt zwischen den Genres Modern-, Progressive- und Alternative Metal changiert und mit Jonny Hawkins einen Sänger mit hohem Wiedererkennungswert in ihren Reihen hat. Für ein forderndes und facettenreiches Album vergab Kupfer 7,5 von zehn Punkten.

### Chartplatzierungen
| ChartsChartplatzierungen       | Höchstplatzierung | Wochen |
| ------------------------------ | ----------------- | ------ |
| Vereinigte Staaten (Billboard) | 15 (1 Wo.)        | 1      |

Die Single Go to War erreichte Platz 23 in Billboards Hot Rock & Alternative Songs-Charts und Platz eins der Billboard Mainstream Rock Songs.